# George Cadle Price
Pour les articles homonymes, voir Price.
George Cadle Price, né le 15 janvier 1919 et mort le 19 septembre 2011 à Belize City, est un homme d'État bélizien. Il a été le chef du gouvernement du Belize de 1961 à 1984, puis de nouveau de 1989 à 1993, menant son pays à l'indépendance. Il est considéré comme le « Père de la Nation ».

## Biographie
George Cadle Price est né le 15 janvier 1919 à Belize City, il est l'aîné d'une famille de dix enfants appartenant aux classes privilégiées de la société, mais sa famille voit sa prospérité atteinte par le passage de l'ouragan de 1931. Dans sa jeunesse, il pense à devenir prêtre et suit des études au petit séminaire de la Compagnie de Jésus à Florissant (Missouri), puis au grand séminaire jésuite de Guatemala. En 1941, La guerre l'empêche de poursuivre ses études à Rome et la maladie de son père l'oblige à rentrer au Belize pour aider sa famille. Il devient alors le secrétaire particulier de Robert Sidney Turton, un riche homme d'affaires créole du Honduras britannique et c'est avec son soutien qu'il s'engage en politique.
En 1944, il est candidat au conseil municipal de Belize City mais perd les élections. En 1947, il remporte de nouvelles élections municipales et s'impose peu à peu au premier rang des militants de l'indépendance du Honduras britannique, alors que le pays est frappé par la crise économique après la Seconde Guerre mondiale. La dévaluation du dollar bélizien en 1950 provoque un mouvement social qui entraîne la formation du Parti uni du peuple (PUP) dont George Cadle Price devient un des leaders. En 1951, il refuse de poser un portrait du roi George VI dans l'hôtel de ville de Belize City. En 1952, il devient le chef de l'Union générale des travailleurs (en) (GWU) fondée en 1939 et soutient une grande manifestation en septembre 1952 pour résister à l'oppression coloniale.
En 1954, les premières élections législatives au suffrage universel ont lieu au Honduras britannique et le Parti populaire uni remporte huit sièges sur neuf. En 1956, George Cadle Price devient le maire de Belize City, un mandat qu'il occupe jusqu’en 1961. La même année, il devient  le président du PUP après le départ des partisans d'un dialogue avec les autorités coloniales. En 1957, il est réélu lors des élections de 1957 et son parti remporte la totalité des sièges, il prend aussi la tête d'une opposition à la Fédération des Indes occidentales. En 1958, les autorités coloniales l'arrêtent et le jettent en prison, mais il est libéré après son procès. 
En 1961, après une révision constitutionnelle mettant en place un système ministériel et augmentant le nombre de représentants au Conseil législatif, il devient le Premier ministre du Honduras britannique à la suite des élections législatives (en). Durant son mandat, il doit affronter les visées du Guatemala sur son pays. Il est réélu brillamment en 1965, quand le PUP remporte seize sièges sur dix-huit lors des élections législatives (en).  Il conduit alors la délégation qui négocie l'indépendance d'avec le Royaume-Uni. En plus des démarches vers l'indépendance, l'autre grande œuvre de George Cadle Price est la construction de la ville de Belmopan qui devient la nouvelle capitale en 1970. En 1972, il doit aussi affronter les menaces d'invasion du Guatemala et le Royaume-Uni envoie des troupes pour protéger sa colonie.
En 1981, lors de l'indépendance, il devient Premier ministre du Belize et en 1982, il est fait membre du Conseil privé. Lors des élections de 1984 (en), il est défait par le Parti démocratique uni et lui-même perd son siège. Il reste cependant le principal leader de l'opposition en restant à la tête du Parti populaire uni. Il regagne son siège de député et redevient Premier ministre du Belize en lors des élections de 1989 (en), jusqu'en 1993 où il perd de nouveau les élections. Il se retire de la tête du Parti populaire uni en 1996. Cependant, il conserve un rôle important comme Leader émerite et servi même comme ministre dans le gouvernement de Said Musa en 1998.